# John Anderson (discobolo)
John Franklin Anderson (Cincinnati, 4 luglio 1907 – Naknek, 11 luglio 1948) è stato un discobolo statunitense, campione olimpico a Los Angeles 1932.

## Palmarès
| Anno | Manifestazione  | Sede        | Evento           | Risultato | Prestazione | Note            |
| ---- | --------------- | ----------- | ---------------- | --------- | ----------- | --------------- |
| 1928 | Giochi olimpici | Amsterdam   | Lancio del disco | 5º        | 44,87 m     |                 |
| 1932 | Giochi olimpici | Los Angeles | Lancio del disco | Oro       | 49,49 m     | Record olimpico |